# قلعه نارداران
قلعه نارداران (ترکی آذربایجانی: Nardaran qalası) در شهر ساحلی نارداران در شبه‌جزیره آب‌شوران جمهوری آذربایجان قرار دارد. این دژ متعلق به دوره شروان‌شاهان است.